# Benoît Mandelbrot
Benoît Mandelbrot (Varsovia, Polonia, 20 de noviembre de 1924—Cambridge, Estados Unidos, 14 de octubre de 2010) fue un matemático polaco nacionalizado francés y estadounidense conocido por sus trabajos sobre los fractales. Es considerado el principal responsable del auge de este campo de las matemáticas desde el inicio de los años setenta, así como de su popularidad al utilizar la herramienta que se estaba popularizando en esa época, el ordenador, para trazar los más conocidos ejemplos de geometría fractal: el conjunto de Mandelbrot y los conjuntos de Julia. Gaston Julia descubrió estos últimos y desarrolló las matemáticas de los fractales, que luego desarrolló Mandelbrot.
Gracias a su acceso a los ordenadores de IBM, Mandelbrot fue uno de los primeros en utilizar gráficos por ordenador para crear y mostrar imágenes geométricas fractales, lo que le llevó a descubrir el conjunto de Mandelbrot en 1980. Demostró que es posible crear complejidad visual a partir de reglas simples. Afirmó que las cosas típicamente consideradas "ásperas", un "desorden" o "caóticas", como las nubes o las líneas costeras, en realidad tenían un "grado de orden".  Sus investigaciones centradas en las matemáticas y la geometría incluyeron contribuciones a campos como la física estadística, meteorología, hidrología, geomorfología, anatomía, taxonomía, neurología, lingüística, informática, infografía, economía, geología, medicina, cosmología física, ingeniería, teoría del caos, econofísica, metalurgia y ciencias sociales.

## Datos biográficos

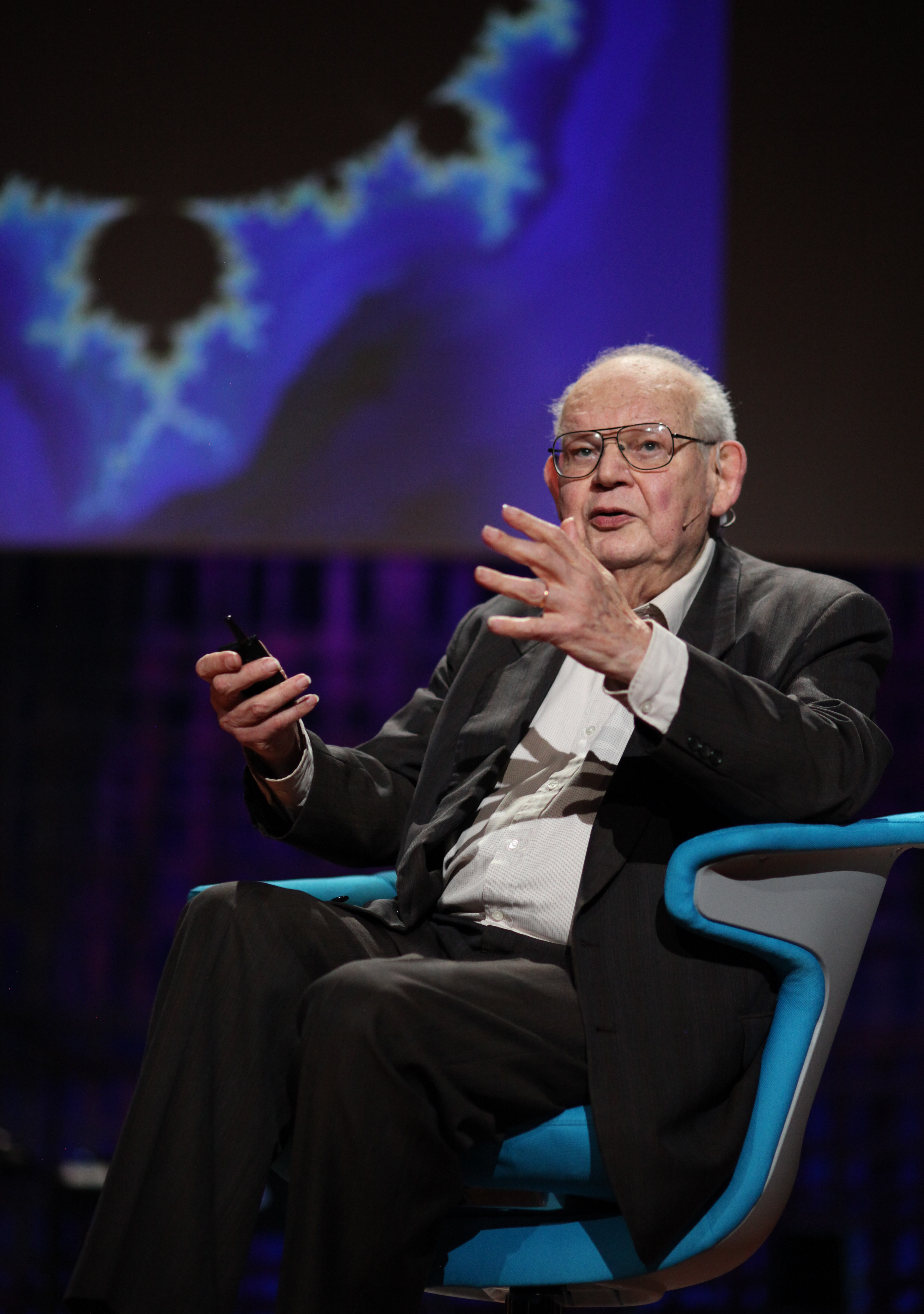
Benoit en la reunion T.E.D.

Nació el 20 de noviembre de 1924 en Varsovia, Polonia, dentro de una familia judía culta de origen lituano. Fue introducido al mundo de las matemáticas desde pequeño gracias a sus dos tíos. Cuando su familia emigra a Francia en 1936, su tío Szolem Mandelbrot, profesor de matemáticas en el Collège de France y sucesor de Hadamard en este puesto, toma la responsabilidad de su educación. Después de realizar sus estudios en la Universidad de Lyon ingresó a la École polytechnique, a temprana edad, en 1944, bajo la dirección de Paul Lévy, quien también le influyó fuertemente. Se doctoró en matemáticas por la Universidad de París en el año 1952. Posteriormente se fue al MIT y luego al Instituto de Estudios Avanzados de Princeton, donde fue el último estudiante de postdoctorado a cargo de John von Neumann. Después de diversas estancias en Ginebra y París acabó trabajando en IBM Research.
En 1967 publicó en Science «¿Cuánto mide la costa de Gran Bretaña?», donde se exponen sus ideas tempranas sobre los fractales.
Fue profesor de economía en la Universidad Harvard, de ingeniería en la Yale, de fisiología en el Colegio Albert Einstein de Medicina, y de matemáticas en París y Ginebra. Desde 1958 trabajó en IBM, en el Centro de Investigaciones Thomas B. Watson de Nueva York.
Murió de cáncer de páncreas a la edad de 85 años en un hospicio en Cambridge, Massachusetts, el 14 de octubre de 2010.

## Logros científicos
Fue el principal creador de la Geometría Fractal, al referirse al impacto de esta disciplina en la concepción e interpretación de los objetos que se encuentran en la naturaleza. En 1982 publicó su libro Fractal Geometry of Nature, en el que explicaba sus investigaciones en este campo. La geometría fractal se distingue por una aproximación más abstracta a la dimensión de la que caracteriza a la geometría convencional.
El profesor Mandelbrot se interesó por cuestiones que nunca antes habían preocupado a los científicos, como los patrones por los que se rigen la rugosidad o las grietas y fracturas en la naturaleza.
Mandelbrot sostuvo que los fractales, en muchos aspectos, son más naturales, y por tanto mejor comprendidos intuitivamente por los seres humanos, que los objetos basados en la geometría euclidiana, que han sido suavizados artificialmente.

Las nubes no son esferas, las montañas no son conos, las costas no son círculos, y las cortezas de los árboles no son lisas, ni los relámpagos viajan en una línea recta.
Mandelbrot, Introduction to The Fractal Geometry of Nature

## Azar y fractales en los mercados financieros
Mandelbrot veía los mercados financieros como un ejemplo de "aleatoriedad salvaje", caracterizada por la concentración y la dependencia de largo alcance. Desarrolló varios enfoques originales para modelizar las fluctuaciones financieras. En sus primeros trabajos, descubrió que los cambios de precios en los mercados financieros no seguían una distribución gaussiana, sino Lévy con varianza infinita. Descubrió, por ejemplo, que los precios del algodón seguían una distribución estable de Lévy con el parámetro α igual a 1,7 en lugar de 2 como en una distribución gaussiana. Las distribuciones "estables" tienen la propiedad de que la suma de muchos casos de una variable aleatoria sigue la misma distribución pero con un parámetro de escala mayor. Este último trabajo de principios de los 60 se realizó con datos diarios de los precios del algodón desde 1900, mucho antes de que introdujera la palabra "fractal". En años posteriores, una vez madurado el concepto de fractal, el estudio de los mercados financieros en el contexto de los fractales sólo fue posible tras la disponibilidad de datos de alta frecuencia en finanzas. A finales de la década de 1980, Mandelbrot utilizó datos de tick intradiarios suministrados por Olsen & Associates en Zúrich para aplicar la teoría fractal a la microestructura de los mercados. Esta cooperación condujo a la publicación de los primeros trabajos exhaustivos sobre la ley de escalamiento en las finanzas. Esta ley muestra propiedades similares a diferentes escalas de tiempo, lo que confirma la idea de Mandelbrot sobre la naturaleza fractal de la microestructura del mercado. Las propias investigaciones de Mandelbrot en este campo se presentan en sus libros Fractales y escalamiento en finanzas  y El (mal)comportamiento de los mercados.

## Fractales y "teoría de la rugosidad"
Mandelbrot creó la primera "teoría de la rugosidad" de la historia, y vio "rugosidad" en las formas de las montañas, costas y cuencas fluviales; las estructuras de las plantas, vasos sanguíneos y pulmones; la agrupación de galaxias. Su búsqueda personal consistía en crear alguna fórmula matemática para medir la "rugosidad" global de tales objetos en la naturaleza.: xi  Comenzó haciéndose varios tipos de preguntas relacionadas con la naturaleza:
¿Puede la geometría ofrecer lo que la raíz griega de su nombre [geo-] parecía prometer: una medición veraz, no sólo de los campos cultivados a lo largo del río Nilo, sino también de la Tierra indómita?: xii 
En su artículo "¿Qué longitud tiene la costa de Gran Bretaña? Auto similaridad estadística y dimensión fractal", publicado en Science' en 1967, Mandelbrot habla de curvas auto similares que tienen dimensión Hausdorff que son ejemplos de fractales, aunque Mandelbrot no utiliza este término en el artículo, ya que no lo acuñó hasta 1975. El artículo es una de las primeras publicaciones de Mandelbrot sobre el tema de los fractales.
Mandelbrot hizo hincapié en el uso de fractales como modelos realistas y útiles para describir muchos fenómenos "rugosos" del mundo real. Llegó a la conclusión de que "la rugosidad real es a menudo fractal y puede medirse": 296  Aunque Mandelbrot acuñó el término "fractal", algunos de los objetos matemáticos que presentó en La geometría fractal de la naturaleza' habían sido descritos previamente por otros matemáticos. Sin embargo, antes de Mandelbrot se consideraban curiosidades aisladas con propiedades poco naturales y no intuitivas. Mandelbrot reunió estos objetos por primera vez y los convirtió en herramientas esenciales para ampliar el alcance de la ciencia a la explicación de los objetos no lisos y "rugosos" del mundo real. 
Sus métodos de investigación eran tanto antiguos como nuevos:
La forma de geometría que prefiero cada vez más es la más antigua, la más concreta y la más inclusiva, potenciada específicamente por el ojo y ayudada por la mano y, hoy en día, también por la computadora... aportando un elemento de unidad a los mundos del conocimiento y el sentimiento... y, sin saberlo, como bonificación, con el propósito de crear belleza.: 292 

Los fractales también se encuentran en actividades humanas, como la música, la pintura, la arquitectura y los precios del mercado de valores. Mandelbrot creía que los fractales, lejos de ser antinaturales, eran en muchos sentidos más intuitivos y naturales que los objetos artificialmente lisos de la geometría euclidiana tradicional: 
Las nubes no son esferas, las montañas no son conos, las costas no son círculos y la corteza no es lisa, ni los rayos viajan en línea recta.
  —Mandelbrot, en su introducción a La geometría fractal de la naturaleza

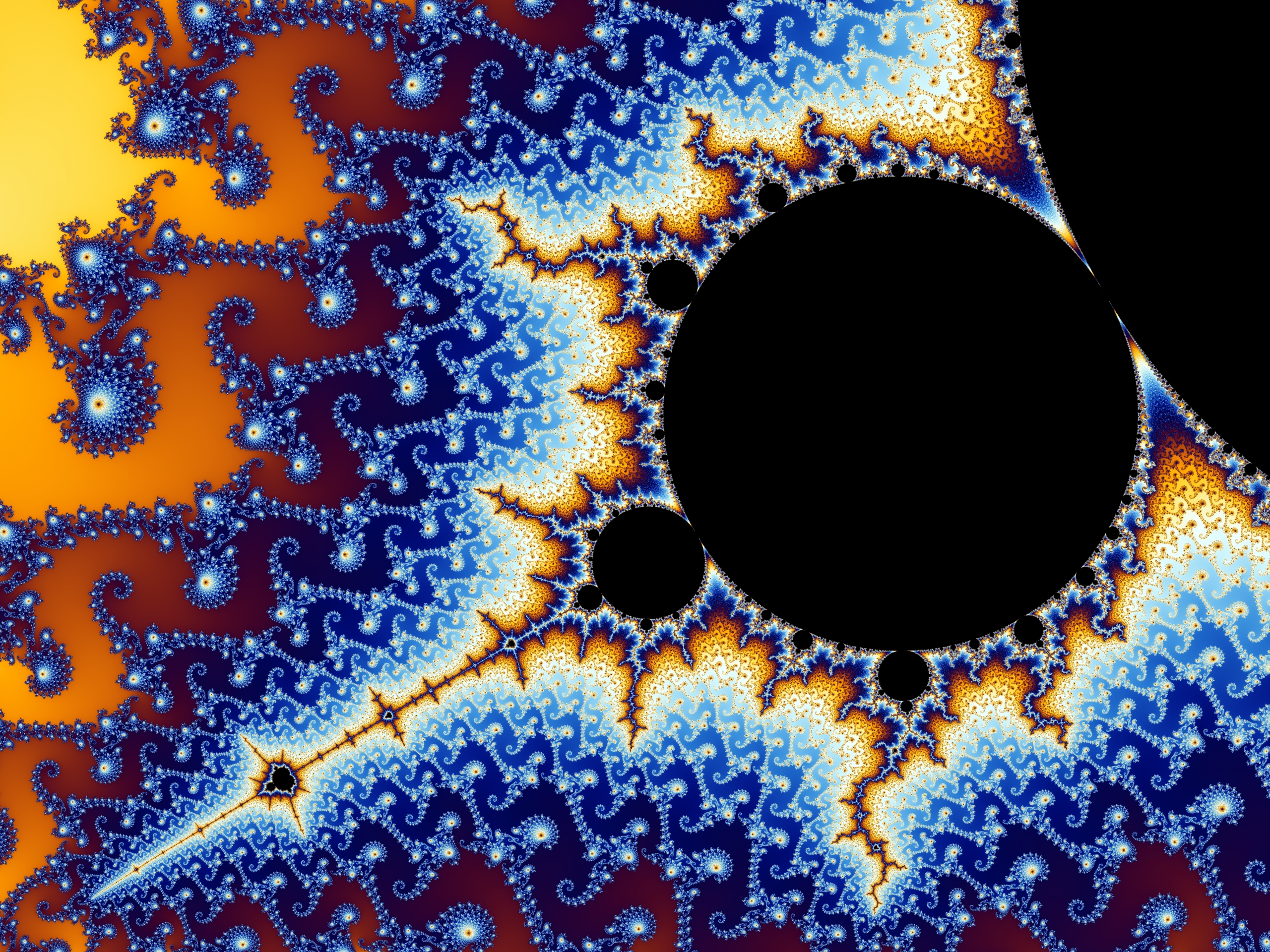
Sección de un set de Mandelbrot.

Mandelbrot ha sido calificado de artista y visionario y un inconformista. Su estilo de escritura informal y apasionado y su énfasis en la intuición visual y geométrica (apoyado por la inclusión de numerosas ilustraciones) hicieron que La geometría fractal de la naturaleza fuera accesible a los no especialistas. El libro despertó un gran interés popular por los fractales y contribuyó a la teoría del caos y otros campos de la ciencia y las matemáticas.

## Controversias
Mandelbrot indicó la sobrevaloración de las matemáticas basadas en análisis algebraico desde el siglo XIX y otorgó igual importancia a la geometría y al análisis matemático visual, análisis para el que él estaba especialmente dotado, sobre la que mantuvo que se han hecho logros igual o más importantes como los de los antiguos griegos o Leonardo. Esta visión poco ortodoxa le costó duras críticas por parte de los matemáticos más 'puros', especialmente al inicio de su carrera.

## Honores y premios
En 1985 recibió el premio Barnard Medal for Meritorious Service to Science. En los años siguientes recibió la medalla Franklin. En 1987 fue galardonado con el premio Alexander von Humboldt; también recibió la Medalla Steindal en 1988 y muchos otros premios, incluida la Medalla Nevada, en 1991.

## Conjunto de Mandelbrot
El conjunto de Mandelbrot es un conjunto matemático de puntos en el plano complejo, cuyo borde forma un fractal. Este conjunto se define así, en el plano complejo:
Sea c un número complejo cualquiera. A partir de c, se construye una sucesión por inducción:
{\displaystyle \left\{{\begin{matrix}z_{0}&=&0\qquad \ &{\text{(término inicial)}}\qquad \\z_{n+1}&=&z_{n}^{2}+c&{\mbox{(relación de inducción)}}\end{matrix}}\right.}
Si esta sucesión queda acotada, entonces se dice que c pertenece al conjunto de Mandelbrot, y si no, queda excluido del mismo.

Vistas del conjunto de Mandelbrot. Cada sucesiva imagen es una ampliación de una sección de la imagen previa.
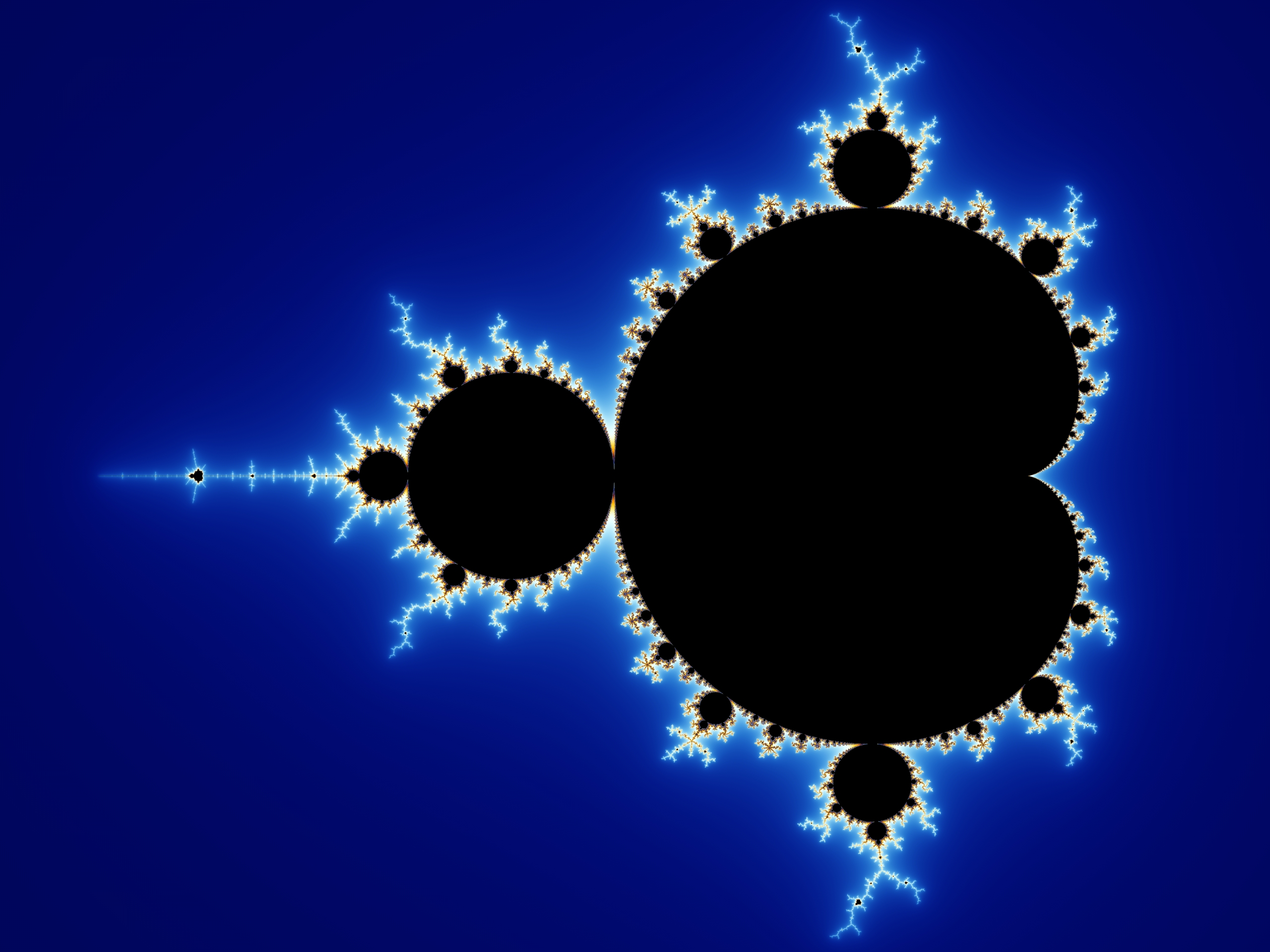
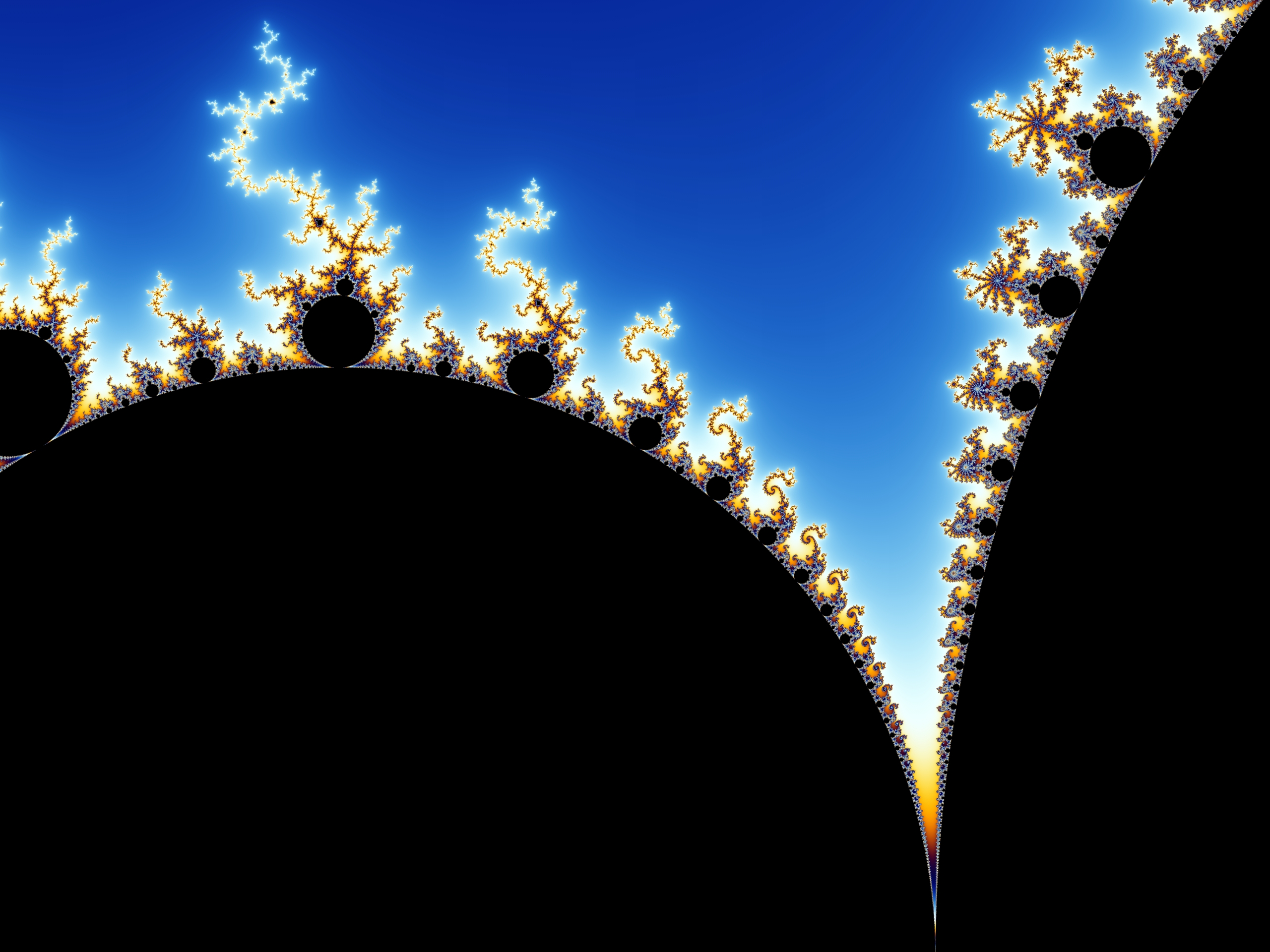
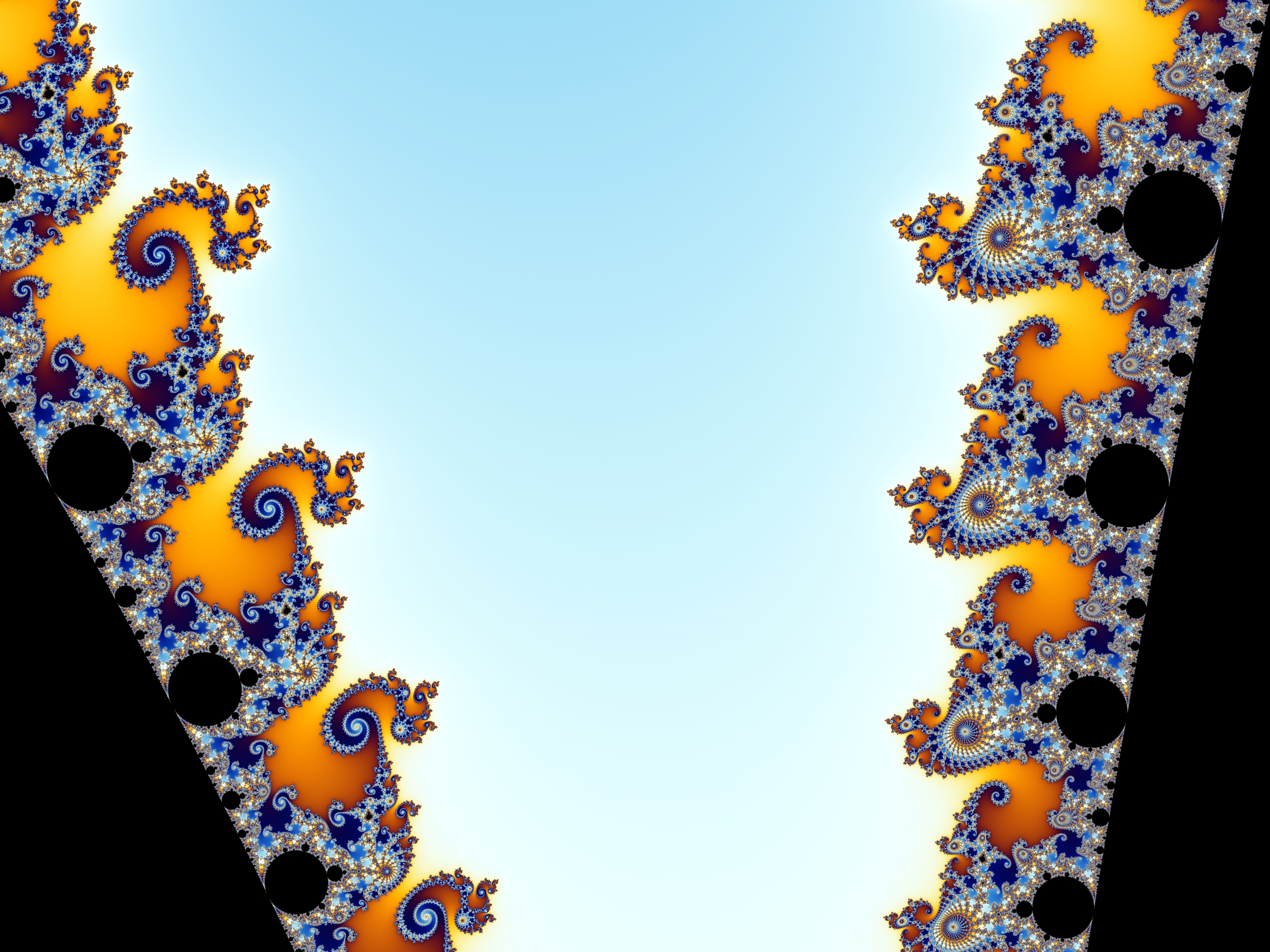
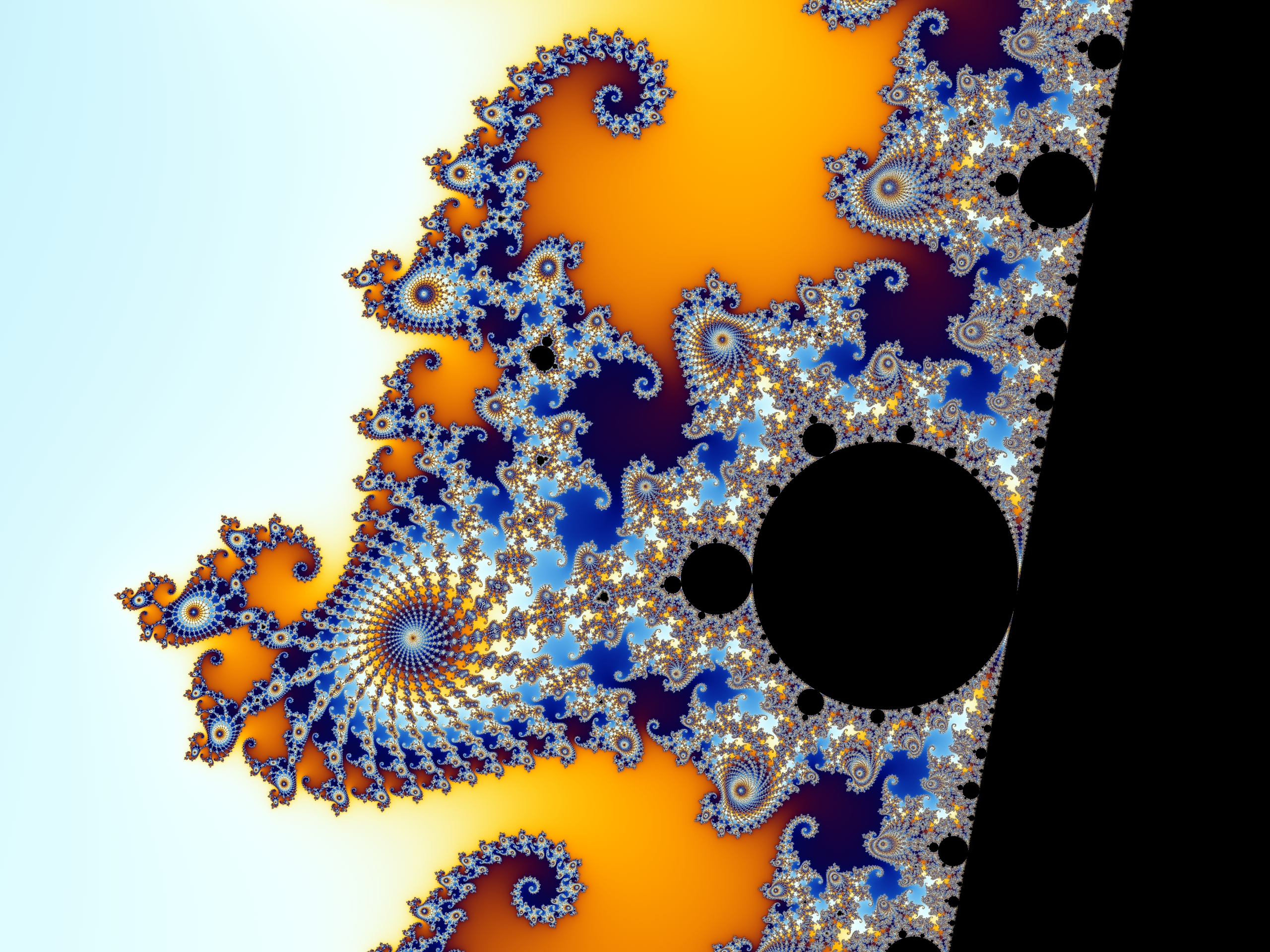
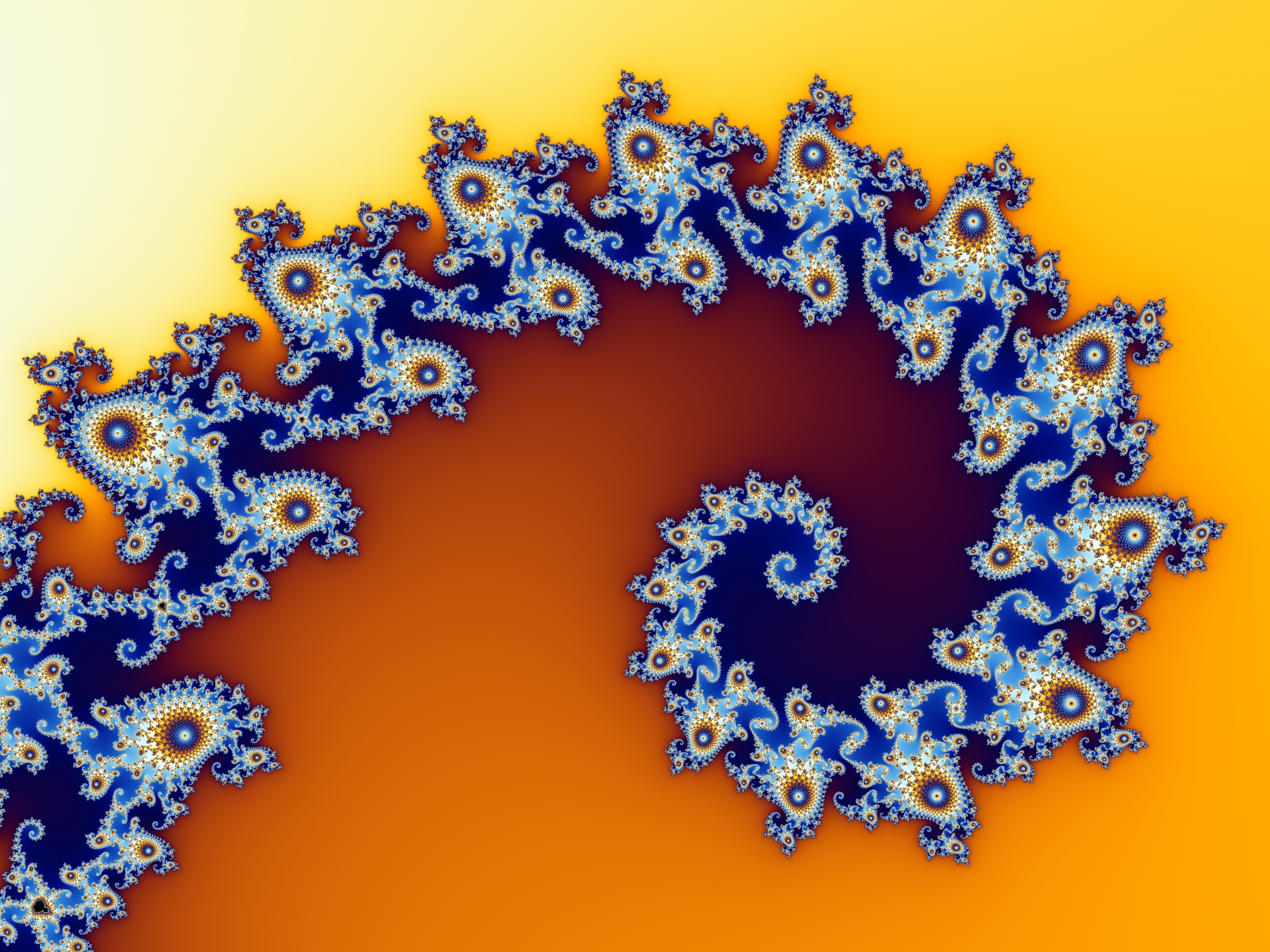
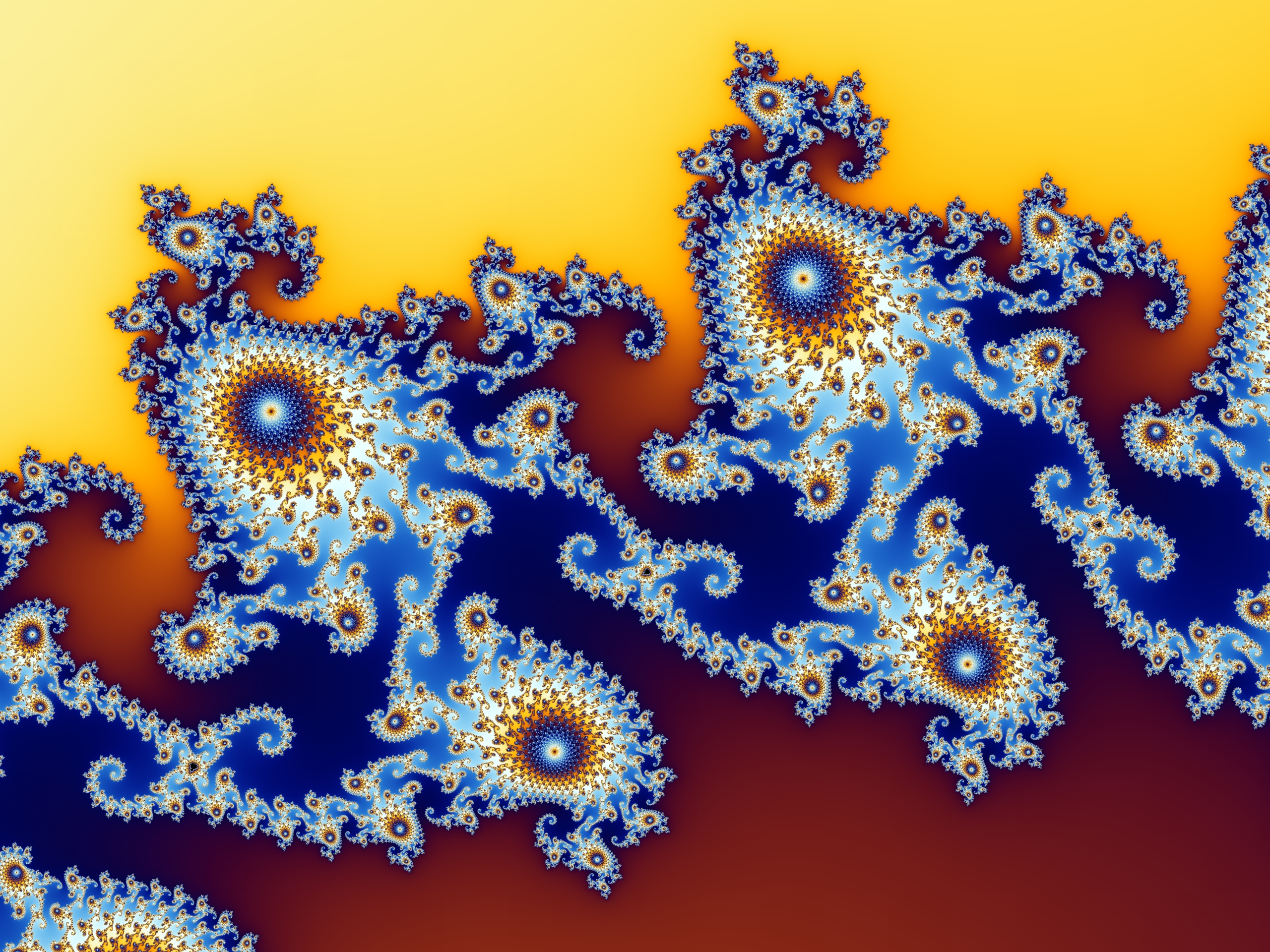
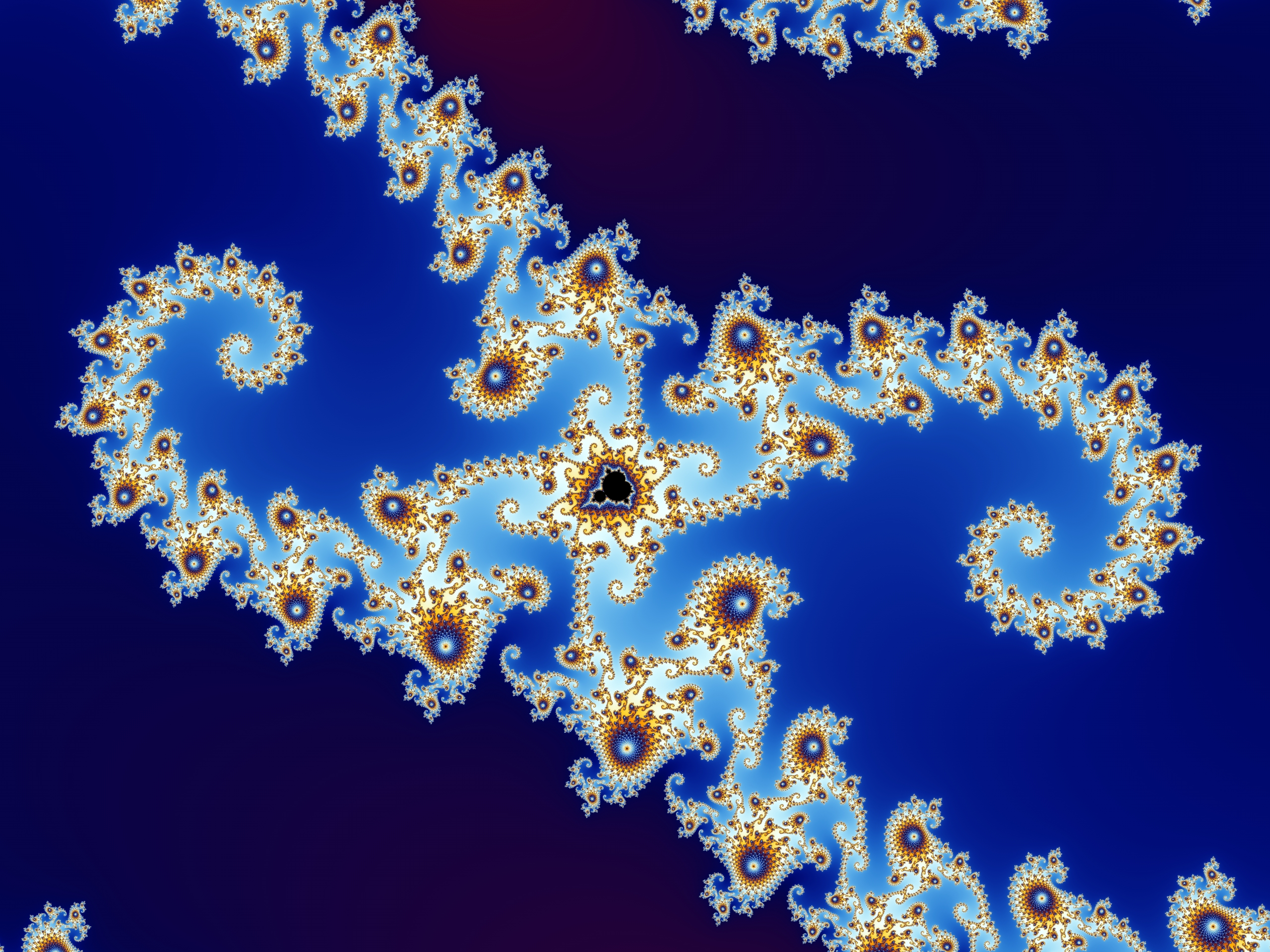
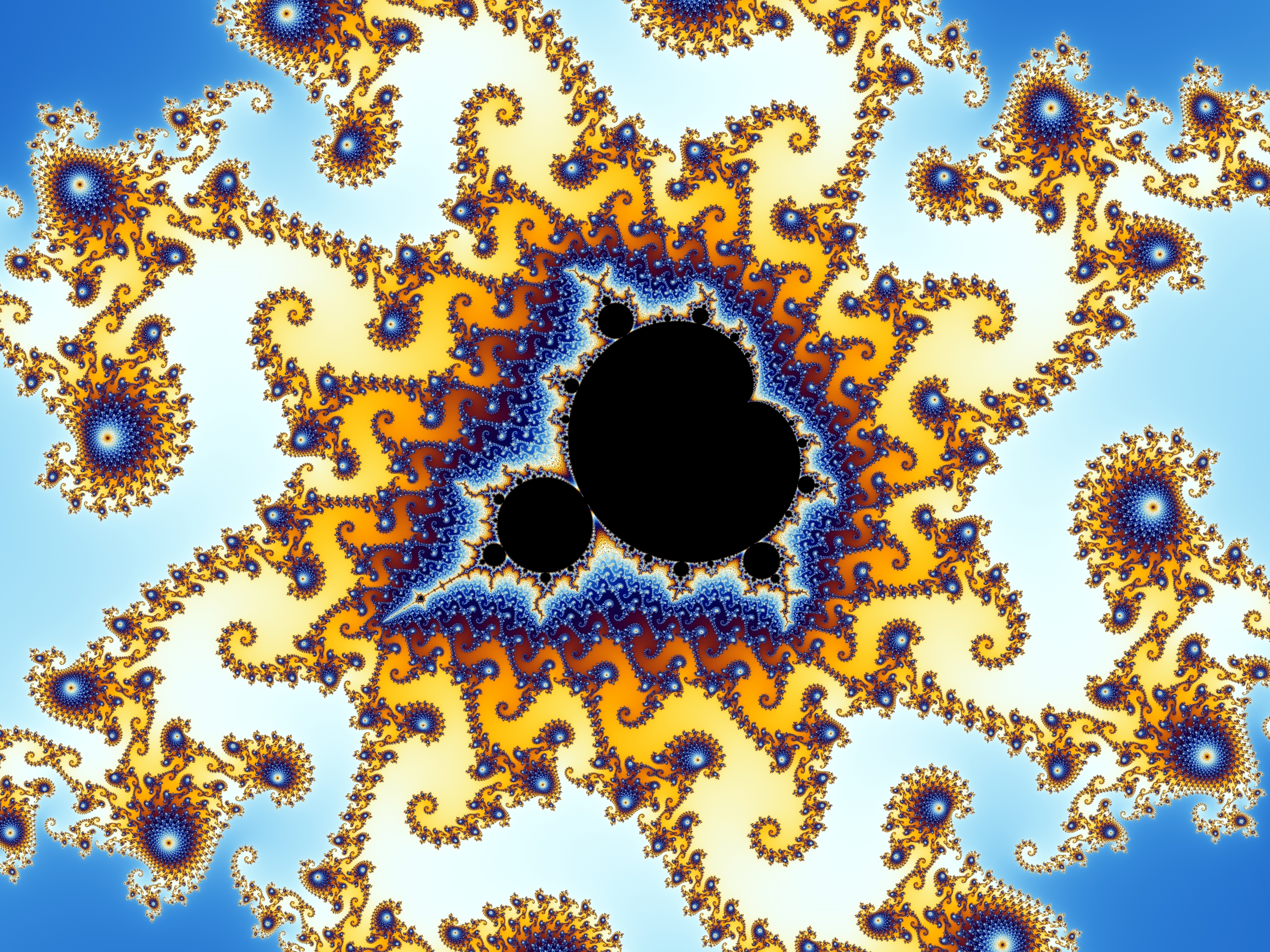
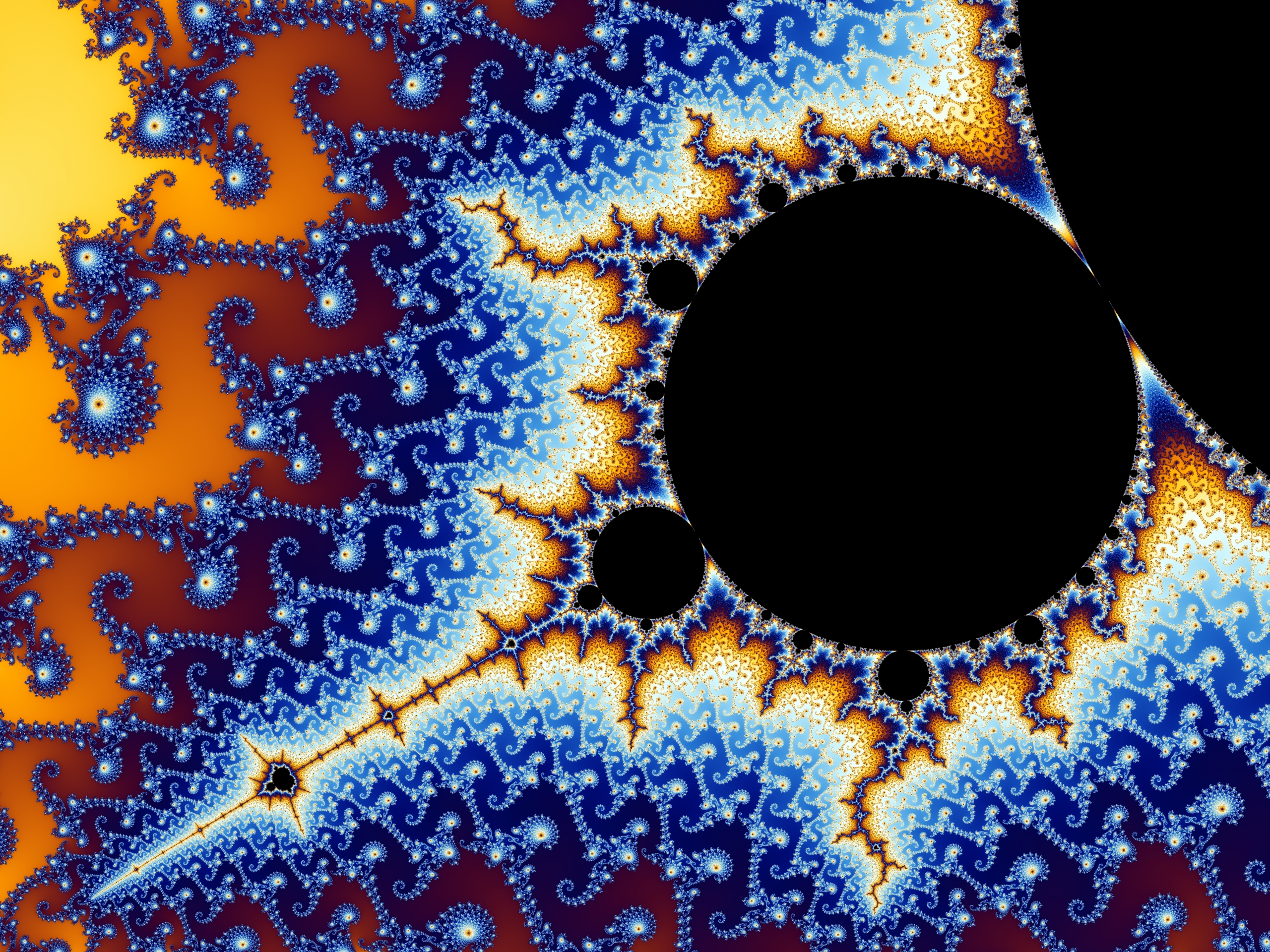
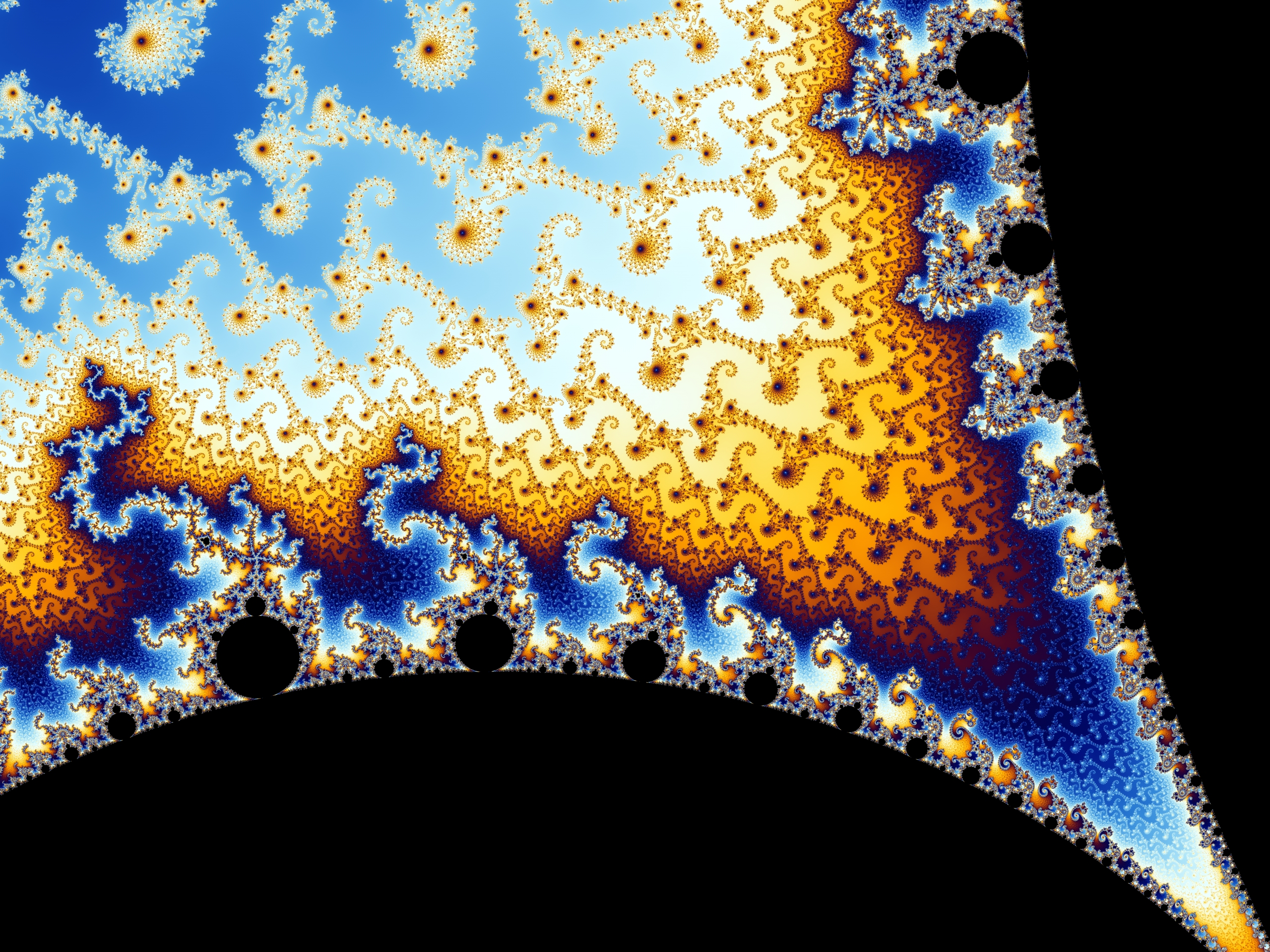
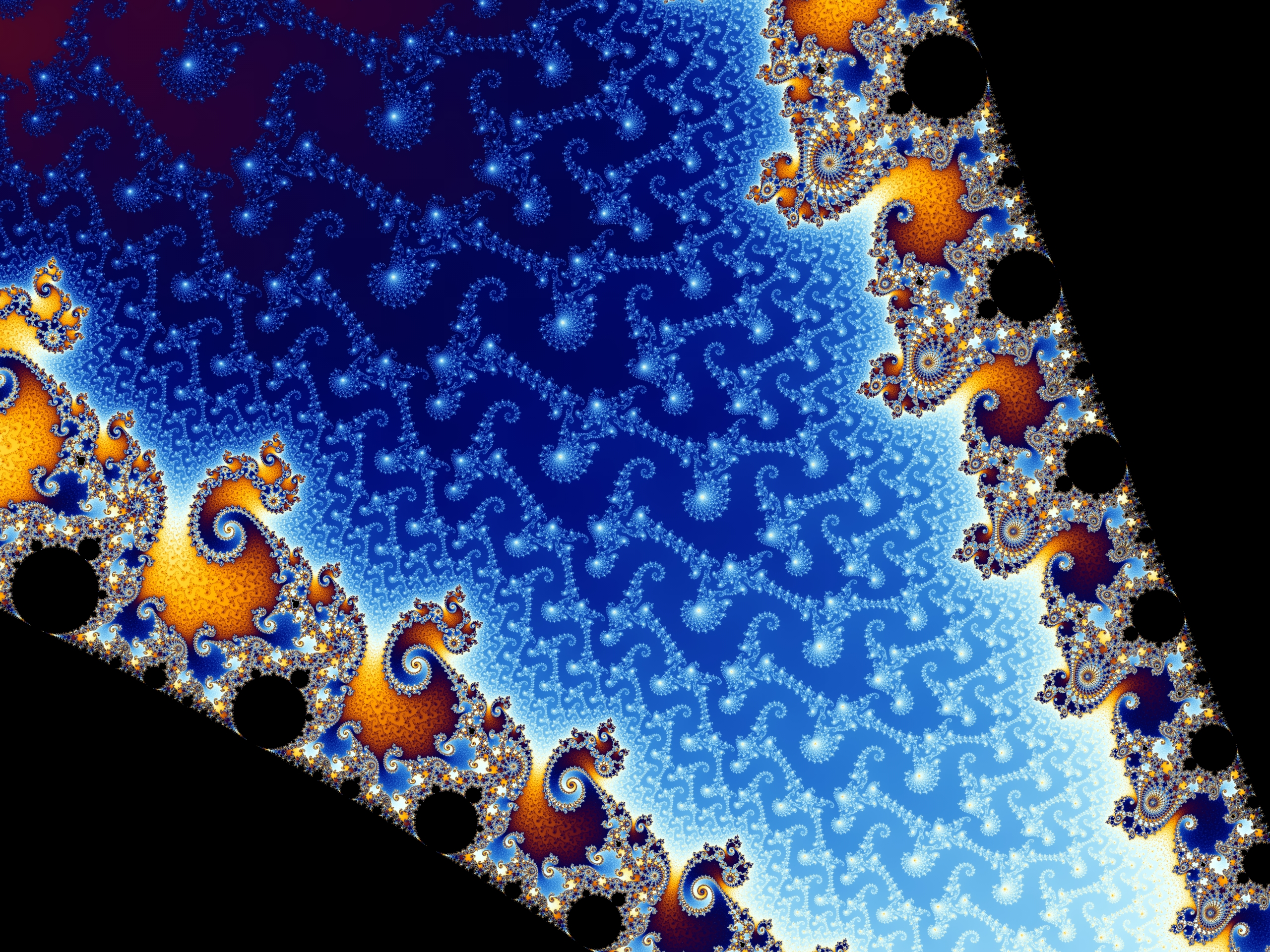
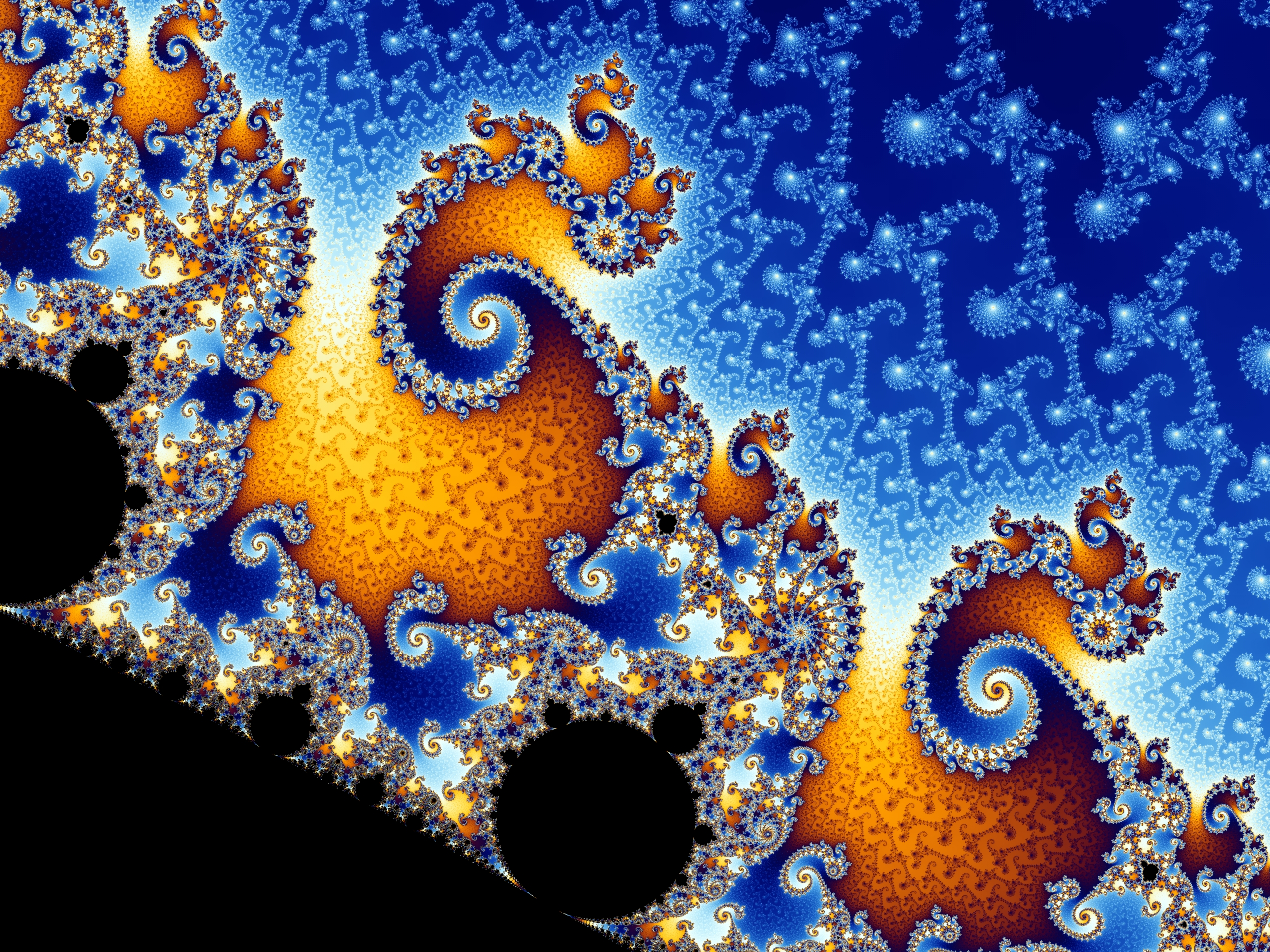
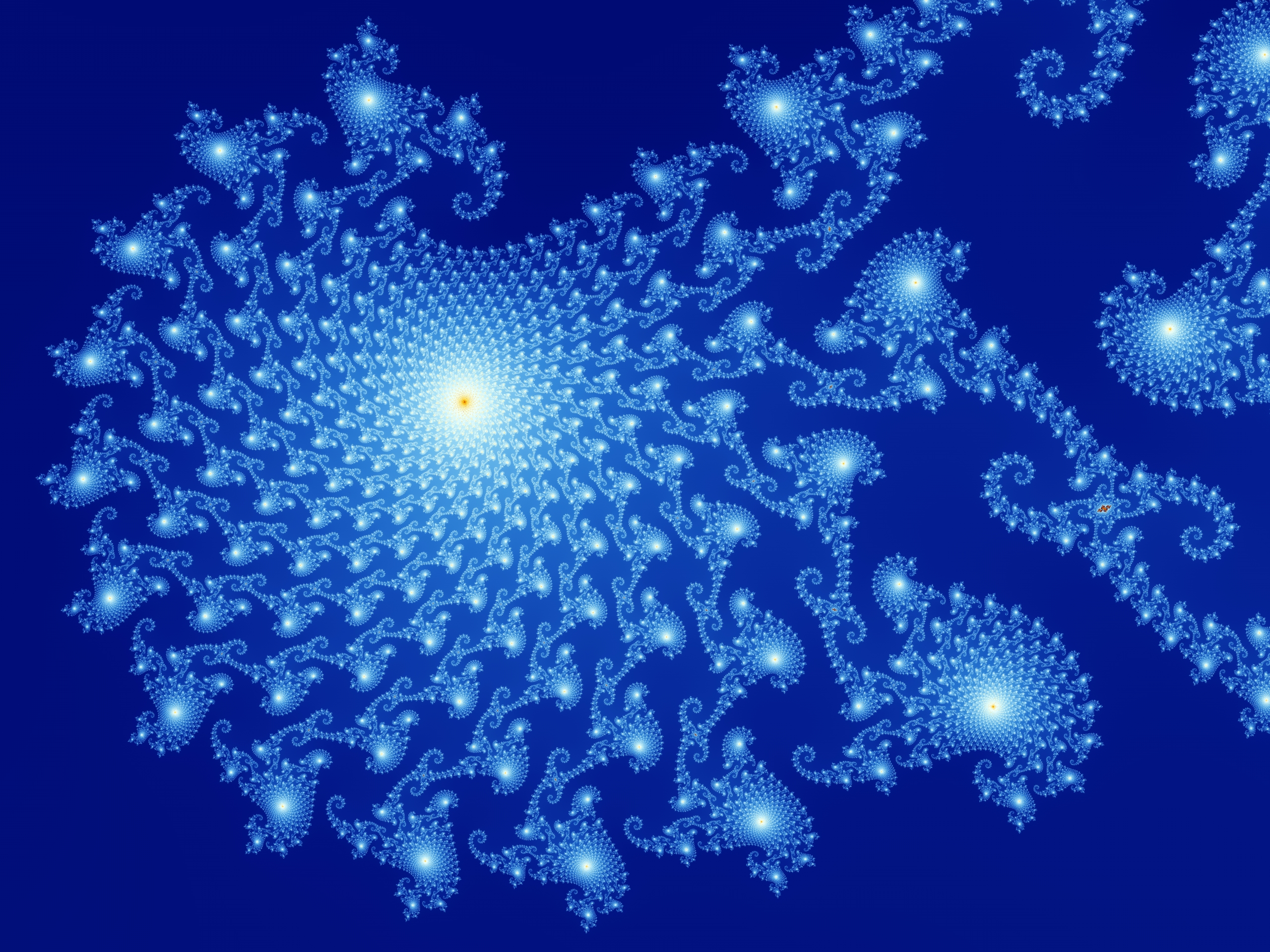
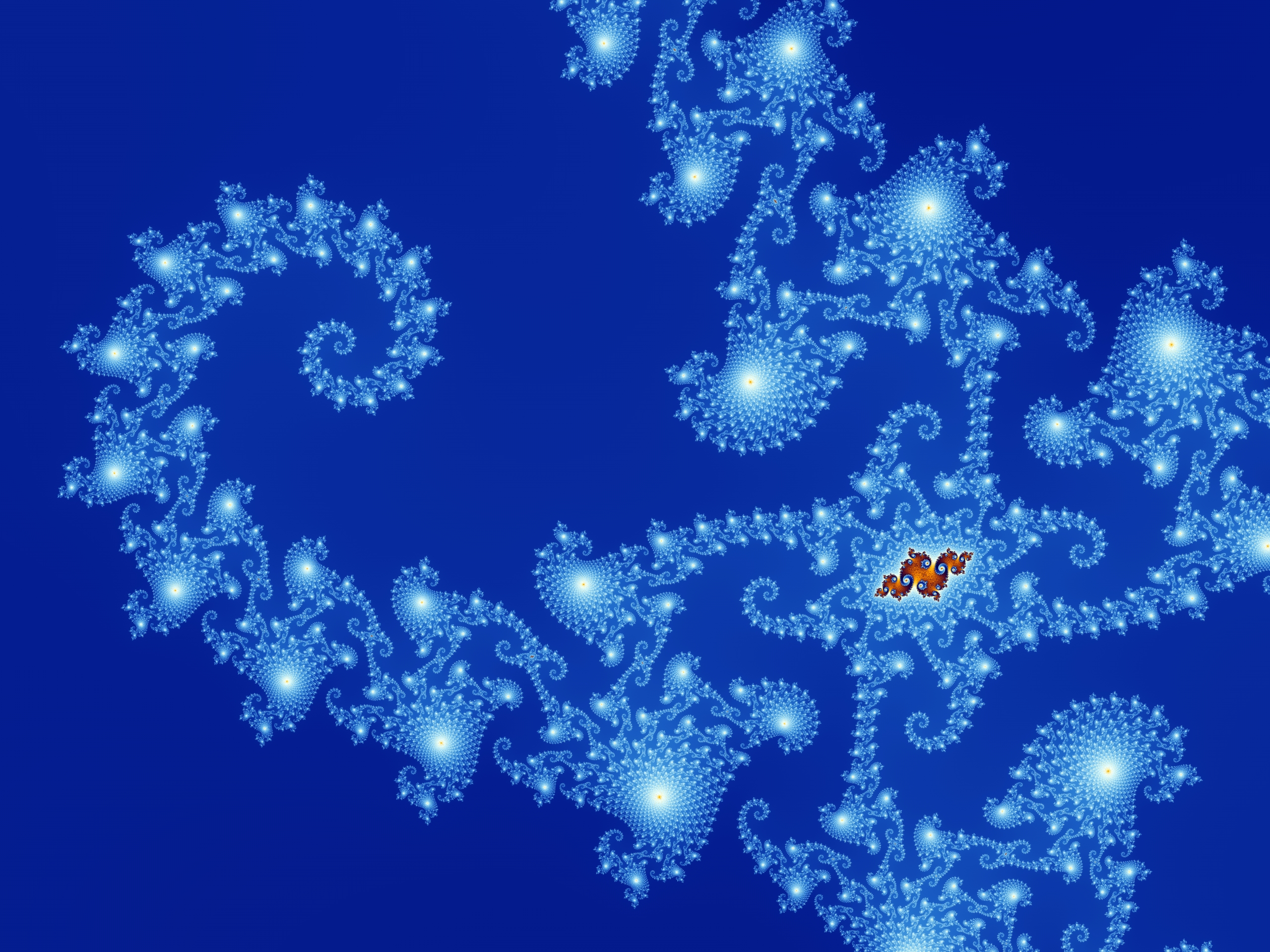
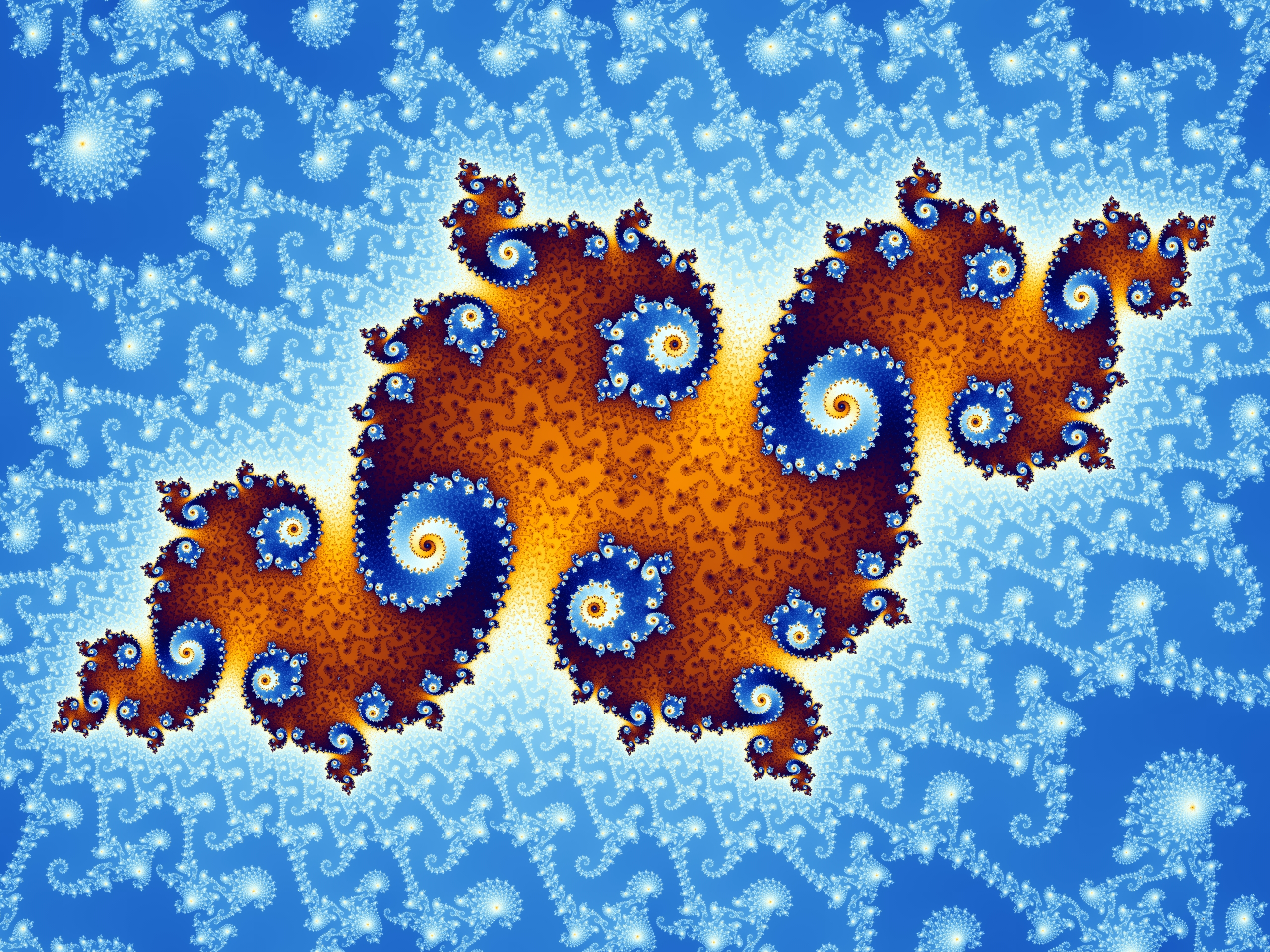